# Ellis Petersová
Ellis Petersová, vlastním jménem Edith Mary Pargeter (28. září 1913 Horsehay – 14. října 1995 Madeley), byla anglická spisovatelka, zejména historických a detektivních románů, bohemistka a překladatelka z češtiny a slovenštiny.
Pod jménem Ellis Petersová napsala známou řadu historických detektivek s hlavním hrdinou bratrem Cadfaelem, používala ale i vlastní jméno (v českých vydáních uváděné v podobě Edith Pargeterová) a další pseudonymy (John Redfern, Jolyon Carr, Peter Benedict).

## Láska k Československu
Za války se zřejmě seznámila s českým pilotem, či vojákem na základně v Liverpoolu, kde sloužila u Ženské královské námořní služby. Od té doby několikrát navštívila Československo a napsala o něm knihy „The Fair Young Phoenix“ a „The Coast of Bohemia“. Češtinu si postupně osvojila natolik, že přeložila do angličtiny díla Jana Nerudy, Boženy Němcové, Karla Hynka Máchy, ale i spisovatelů 20. století, jakými byli Bohumil Hrabal, Ivan Klíma, Vladislav Vančura či Jaroslav Seifert.

## Ocenění
- K 1. lednu 1944 dosáhla hodnosti poddůstojníka a v rámci novoročního vyznamenání jí byla udělena Medaile britského impéria the British Empire Medal (BEM).[3][4]
- Americká asociace autorů detektivek The Mystery Writers of America udělila Pargeterové v roce 1963 cenu Edgar za knihu Death and the Joyful Woman.
- V roce 1980 jí britská asociace autorů krimi (CWA – British Crime Writers Association) udělila Stříbrnou dýku za knihu Monk's Hood.
- V roce 1993 získala the Cartier Diamond Dagger, výroční cenu udělovanou CWA autorům, kteří se zasloužili o mimořádný celoživotní přínos v oblasti kriminální a detektivní literatury.
- V roce 1994 byla Pargeterová v rámci novoročního vyznamenání jmenována důstojníkem Řádu britského impéria (OBE) "za zásluhy o literaturu".[5]
- Na památku Pargeterové života a díla založila CWA v roce 1999 cenu Ellis Peters Historical Dagger (později nazvanou Ellis Peters Historical Award) za nejlepší historický kriminální román roku.[6][7]

Její Cadfaelovy kroniky jsou často oceňovány za popularizaci toho, co se později stalo známým jako historická detektivka.

## Dílo

### Pod jménem Edith Pargeterová
- Nebeský strom (The Heaven Tree, 1960)
- Zelená ratolest (The Green Branch, 1962)
- Šarlatové zrnko (The Scarlet Seed, 1963)
- Svítání na západě (Sunrise in the West, 1974)
- Krvavé pole shrewsburské (A Bloody Field by Shrewsbury, 1972)
- Megotina svatba (The Marriage of Meggotta, 1979)

### Pod jménem Ellis Petersová

#### Případy bratra Cadfaela
Bratr Cadfael, benediktinský mnich ze shrewsburského opatství, je detektivem ve známé sérii historických detektivních příběhů, které byly přeloženy také do češtiny. Děj případů je zasazen do období mezi lety 1135 a 1145, kdy v Anglii probíhala občanská válka kterou vedl Štěpán III. z Blois se svou sestřenicí Matyldou. Cadfael je původem Velšan a před vstupem do kláštera žil dlouho světským životem, zúčastnil se také křížových výprav. V klášteře se stará o bylinkovou zahradu a plní funkci lékárníka. Případy řeší společně se svým přítelem a představitelem spravedlnosti, šerifem Hughem Beringarem. Díky svým životním zkušenostem je chápavý a shovívavý vůči ostatním a jeho činy jdou často proti omezenému postoji některých jeho spolubratrů i představitelů církve. Víra a křesťanství jsou však živou a nedílnou součástí příběhů i popisované doby.
- Zázrak svaté Winifredy (A Morbid Taste for Bones, 1977)
- Jeden mrtvý navíc (One Corpse Too Many, 1979)
- Mnišská kápě (Monk's Hood, 1980)
- Svatopetrský jarmark (Saint Peter's Fair, 1981)
- Malomocný U Svatého Jiljí (The Leper of Saint Giles, 1981)
- Panna v ledu (The Virgin in the Ice, 1982)
- Právo azylu (The Sanctuary Sparrow, 1983)
- Ďáblův novic (The Devil's Novice, 1983)
- Výkupné za mrtvého (Dead Man's Ransom, 1984)
- Pouť nenávisti (The Pilgrim of Hate, 1984)
- Veliké tajemství (An Excellent Mystery, 1985)
- Havran z Předklášteří (The Raven in the Foregate, 1986)
- Splátka růží (The Rose Rent, 1986)
- Neobyčejný benediktin (A Rare Benedictine, 1988)
- Poustevník z Eytonského lesa (The Hermit of Eyton Forest, 1988)
- Zpověď bratra Haluina (The Confession of Brother Haluin, 1988)
- Kacířův učeň (The Heretic's Apprentice, 1990)
- Hrnčířovo pole (The Potter's Field, 1990)
- Příchod Dánů (The Summer of the Danes, 1991)
- Svatý zloděj (The Holy Thief, 1992)
- Pokání bratra Cadfaela (Brother Cadfael's Penance, 1994)
- Neobyčejný benediktin (A Rare Benedictine, 1991), podtitul Advent bratra Cadfaela (The Advent of Brother Cadfael), tři krátké povídky s bratrem Cadfaelem.

#### Další
- Maska smrti (Death Mask, 1959)
- Figarův pohřeb (Funeral of Figaro, 1962)
- Kdo jinému jámu kopá (Fallen into the Pit, 1951)
- Smrt a blažená paní (Death and the Joyful Woman, 1961)
- Útěk čarodějky (Flight of a Witch, 1964)
- Záhada staré hrobky (A Nice Derangement of Epitaphs, 1965)
- Smrtící echo (The Piper on the Mountain, 1966)
- Slaměná vdova (The Grass-Widow's Tale, 1968)
- Osudové tajemství (The Knocker on Death's Door, 1970)
- Pomsta (Death to the Landlords!, 1972)
- Smrt starožitníka (Rainbow's End, 1978)